# ولسوالی برکه
برکه یکی از وُلُسوالی‌های ولایت بغلان در شمال خاوری ولایت بغلان، افغانستان است. جمعیت آن در سال ۲۰۰۳ میلادی، ۳۹۱۱۸ نفر اعلام شده‌است. پایتخت آن شهر بورکا (نام های جایگزین: برکه) است. در دامنه کوه‌های هندوکش قرار دارد. این منطقه در معرض زلزله است. در ۵ مه ۲۰۲۱ توسط نیروهای طالبان تصرف شد.

## جمعیت‌شناسی
در جمعیت این ولسوالی با ۶۰ درصد ازبک‌ها و پس از آن تاجیک‌ها با ۲۰ درصد غالب هستند. پشتون‌ها و هزاره‌ها  هر کدام نیمی از مابقی جمعیت را به خود اختصاص داده اند.

## منبع‌ها
1. ↑  «Baghlan A Socio-Economic and Demographic Profile» (PDF). صندوق جمعیت سازمان ملل متحد. اداره مرکزی آمار افغانستان. دریافت‌شده در ۱۲-۱۲-۱۳۹۰. تاریخ وارد شده در |تاریخ بازدید= را بررسی کنید (کمک)[پیوند مرده]
2. ↑  "Taliban captures district in northern Afghanistan; attacks increasing as US pulls out". France 24 (به انگلیسی). 2021-05-05. Retrieved 2024-05-17.
3. ↑  «Wayback Machine» (PDF). web.archive.org. بایگانی‌شده از اصلی (PDF) در ۲۷ اكتبر ۲۰۰۵. دریافت‌شده در 2024-05-17. تاریخ وارد شده در |archive-date= را بررسی کنید (کمک)